# Premio Amanda 2010
La XXVI edizione del premio cinematografico norvegese premio Amanda (Amanda Awards in inglese) si è tenuta nel 2010.

## Vincitori
- Miglior film - Upperdog
- Miglior film straniero - Il nastro bianco
- Miglior attore - Stellan Skarsgård per A Somewhat Gentle Man
- Miglior attrice - Agnieszka Grochowska per Upperdog
- Miglior attore non protagonista - Ingar Helge Gimle per En helt vanlig dag på jobben
- Miglior attrice non protagonista - Gunilla Röör per Angel
- Miglior regista - Sara Johnsen per Upperdog
- Migliore sceneggiatura - Gunnar Vikene, Torun Lian per Vegas
- Miglior fotografia - John Andreas Andersen per Upperdog
- Miglior sonoro - Tormod Ringnes per Pelle Politibil går i vannet
- Miglior montaggio - Zaklina Stojcevska per Upperdog
- Migliore colonna sonora - Thomas Dybdahl per Rottenetter
- Miglior film per ragazzi - Knerten
- Miglior documentario - Brødre i krig
- Miglior film per il pubblico - Angel
- Premio onorario - Henny Moan